# Siccibacter
Genre
Siccibacter est un genre de bacilles Gram négatifs (BGN) de la famille des Enterobacteriaceae. Son nom, composé du latin siccus (sec) et du néolatin bacter (bacille), signifie littéralement « bacille sec ». Il fait référence aux préparations alimentaires déshydratées (poudres de fruits) d'où l'espèce type a été isolée pour la première fois.

## Taxonomie
Ce genre est créé en 2014 par reclassement de l'espèce Enterobacter turicensis, déjà comptée parmi les Enterobacteriaceae.
Jusqu'en 2016 il était rattaché par des critères phénotypiques à la famille des Enterobacteriaceae. Malgré la refonte de l'ordre des Enterobacterales par Adeolu et al. en 2016 à l'aide des techniques de phylogénétique moléculaire, Siccibacter reste dans la famille des Enterobacteriaceae dont le périmètre redéfini compte néanmoins beaucoup moins de genres qu'auparavant.

## Liste d'espèces
Selon la LPSN (4 novembre 2022) :
- Siccibacter colletis Jackson et al. 2015
- Siccibacter turicensis (Stephan et al. 2007) Stephan et al. 2014 – espèce type